# Rudolf Klostermann

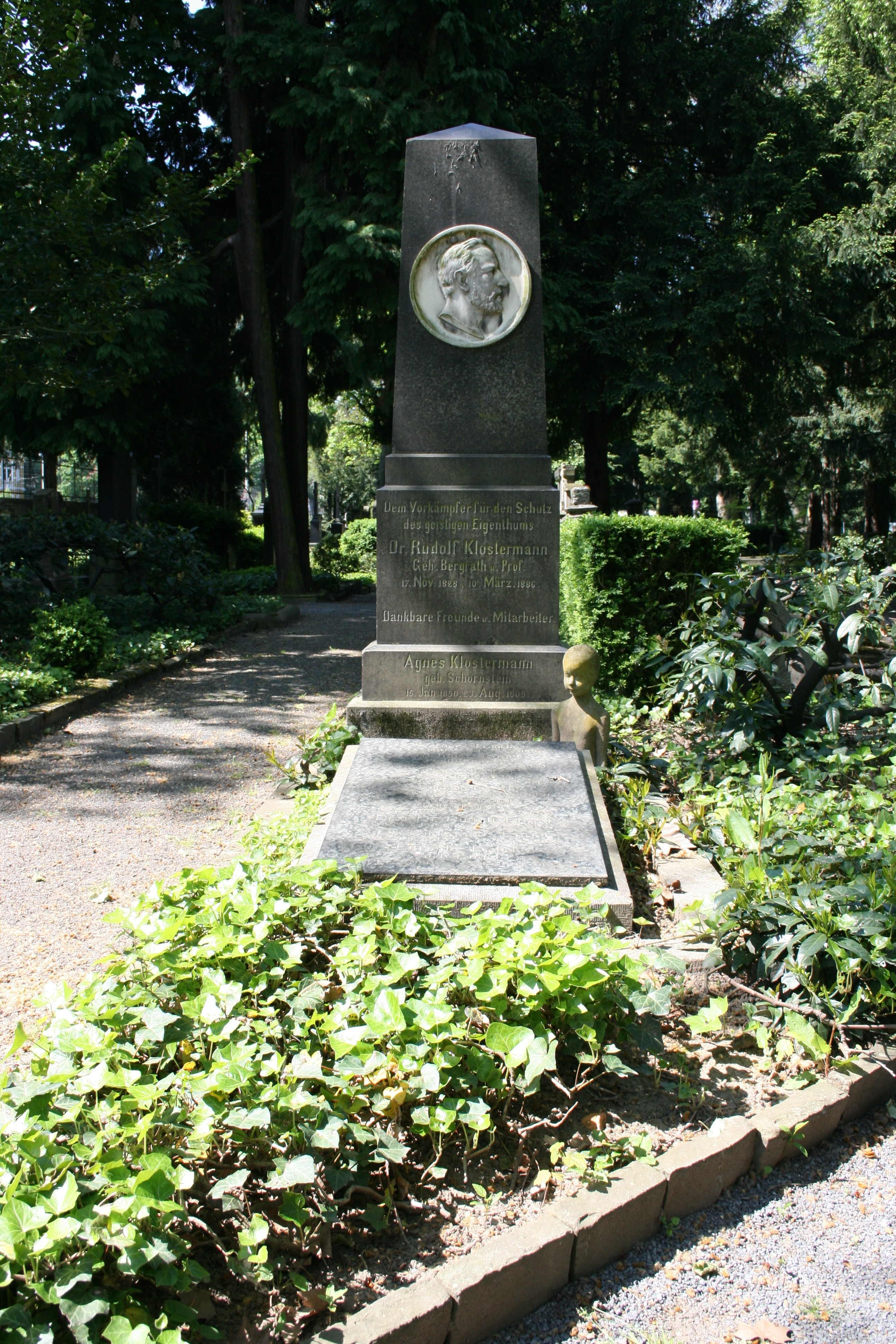
Grabmal Rudolf Klostermann auf dem alten Friedhof Bonn

Eduard Rudolf Hermann Klostermann (* 17. November 1828 in Wengern; † 10. März 1886 in Bonn) war ein deutscher Jurist.

## Leben
Nach dem Gymnasialbesuch in Essen und Emmerich studierte Klostermann  von 1846 bis 1849 in Halle (Saale), Bonn und Berlin Rechtswissenschaften. 1850 begann er sein Referendariat in Hamm und nach verschiedenen kurzfristigeren Anstellungen legte Klostermann 1856 in Bochum die Gerichtsassessorenprüfung ab. 1857 wurde der Bergrat Justiziar am Märkischen Bergamt und wechselte danach als Hilfskraft in das Preußische Handelsministerium.
Aufgrund seiner baldigen Spezialisierung im Bereich des Bergrechts wurde Klostermann 1866 als Bergrat an das Oberbergamt Bonn berufen. Nach seiner Ernennung zum Ehrendoktor 1868 habilitierte er dort und wurde 1871 zum außerordentlichen Professor ernannt. Sein Tätigkeitsschwerpunkt lag sehr früh im Bergrecht, durch dessen Nähe zur technischen Entwicklung seiner Zeit er schließlich zu dem Gebiet des Patentschutzes bzw. des geistigen Eigentums im Ganzen kam. 1873 wurde er von Preußen als Teilnehmer zum Wiener Patentschutzkongress entsandt. 1875 wurde Klostermann der Titel Geheimer Bergrat verliehen.
Klostermann entwickelte einen neuartigen Ansatz, um geistige Schöpfungen (Literatur, Kunst und Erfindungen) mit einem aus sich selbst heraus begründbaren Schutz auszustatten. Dazu stellte er die Voraussetzung eines neuartigen (nicht bereits bekannten) Geisteswerkes auf, welches der mechanischen Vervielfältigung zugänglich ist und dessen Schöpfer eben hierdurch einen potentiellen Vermögensvorteil erhält. 
Dies zog nicht nur eine argumentative Klammer um die Bereiche des Urheberrechts (Literatur und Kunstwerke) und des Patentrechts, sondern stellte eine Theorie des geistigen Eigentums auf, welche sich nicht auf ein naturrechtliches Persönlichkeitssubstrat des jeweiligen Schöpfers berufen musste.
Ferner umging er geschickt den pandektistischen Eigentumsbegriff, der „Eigentum“ ausschließlich an körperlichen Gegenständen zuließ, indem er das geistige Eigentum zum bloßen Kunstbegriff erklärte. 
Dadurch, aber vor allem wegen seiner ökonomischen Argumentation, dass jeder Erfinder seine Arbeit bereitwillig mit der Allgemeinheit teile, wenn ihm nur der von Klostermann proklamierte Vermögensvorteil daraus garantiert würde, konnte er die sog. Freihandelsbewegung, welche die Abschaffung jeglicher Patente als Wirtschaftsbremsen forderte, mit ihren eigenen Waffen schlagen.
Er hatte maßgebliche Vorarbeit für die spätere Gesetzgebung des Kaiserreichs auf diesem Gebiet geleistet. 
Seine Theorie vom geistigen Eigentum wurde jedoch schon kurz darauf als undifferenziert und schlichtweg fehlerhaft angegriffen. Namentlich ersetzte Josef Kohler sie durch seine Lehre der Immaterialgüter und der (nun nicht mehr aus dem Naturrecht stammenden) Persönlichkeitsrechte.
Weiterhin gab Klostermann einen Kommentar zum preußischen Berggesetz heraus und publizierte Lehrbücher zum Bergrecht.
Klostermann war seit 1846 Mitglied und später Ehrenmitglied des Corps Teutonia Bonn. 1880 ernannte in der Verein Deutscher Ingenieure (VDI) wegen seiner Verdienste um die Ausarbeitung eines Patentgesetzentwurfs zu seinem Ehrenmitglied.

## Schriften
- Bemerkungen über den Entwurf eines allgemeinen Berggesetzes für die Preußischen Staaten, Stubenrauch, Berlin 1863
- Das Allgemeine Berggesetz für die Preußischen Staaten vom 24. Juni 1865, nebst Einleitung und Kommentar, mit vergleichender Berücksichtigung der übrigen deutschen Berggesetze, Guttentag, Berlin und Leipzig; mehrere Auflagen
- Lehrbuch des Preussischen Bergrechtes mit Berücksichtigung der übrigen deutschen Bergrechte, Guttentag, Berlin 1871
- Das Patentgesetz für das deutsche Reich vom 25. Mai 1877 nebst Einleitung und Commentar und mit vergleichender Uebersicht der ausländischen Patentgesetze, Vahlen, Berlin 1877
- Die Patentgesetzgebung aller Länder nebst den Gesetzen über Musterschutz und Markenschutz, Guttentag, Berlin 1876
- Das geistige Eigenthum an Schriften, Kunstwerken und Erfindungen, nach Preussischem und internationalem Rechte, Guttentag, Berlin 1867
  - 1. Band als Digitalisat und Volltext im Deutschen Textarchiv
  - 2. Band als Digitalisat und Volltext im Deutschen Textarchiv